# Istraživanje Australije
Ne zna se točno kada su prvi Europljani ugledali australsko kopno.
- prije 70 000 – 40 000 godina - Prvi stanovnici iz Nove Gvineje naseljavaju Australiju.
- 1606. – W. Jansz zapravo prvi otkriva obalu Australije uplovivši u zaljev Carpentaria.
- 1606. – L.V. de Torres otkriva morski prolaz između Nove Gvineje i Australije, koji je poslije po njemu dobio ime (Torresov prolaz).
- 1616. – Na putu prema Javi D. Hartog dopire do zapadne obale Australije.
- 1642. – A.J. Tasman južno od Australije otkriva otok, koji poslije po njemu dobiva ime Tasmanija.
- 1688. – W. Dampier dopire do sjeverne i zapadne Australije.
- 1770. –  J. Cook otkriva zaljev Botany i plovi uz istočnu obalu Australije do Torresova prolaza.
- 1788. – Osnutak prve engleske kolonije (kažnjenička kolonija) u zaljevu Botany.
- 1798. – G. Bass otkriva morski prolaz između australskog kopna i otoka Tasmanije koji po njemu dobiva ime Bassov prolaz.
- 1802. – 1803. : M. Flinders istražuje cijelu obalu Australije. G. Baxland i W.C. Wentworth prvi prelaze preko istočnoaustralskog gorja i prodiru u unutrašnjost Australije.
- 1814. – M. Flinders daje kpnu ime Australija prema nazivu Terra Australis iz starog vijeka.
- 1839. – Edward John Eyre istražuje pustinjska područja južne Australije i otkriva jezera Torres i Eyre. F.T. Gregory istražuje zapadnu i sjeveroistočnu obalu Australije.
- 1860. – 1862. - J. M. Stuart doputovao u Australiju od jezera Eyre do luke Darwin i natrag do luke Brisbane.
- 1891. – 1892. - D. Lindsay istražuje veliku pustinju Victoria. Time je upoznavanje Australije uglavnom bilo dovršeno. Poslije toga počela su detaljna istraživanja.